# Septosperma irregulare
Septosperma irregulare är en svampart som först beskrevs av Karling, och fick sitt nu gällande namn av Dogma 1974. Septosperma irregulare ingår i släktet Septosperma och familjen Chytridiaceae.   Inga underarter finns listade i Catalogue of Life.